# Oberwil bei Büren
Oberwil bei Büren is een gemeente en plaats in het Zwitserse kanton Bern, en maakt deel uit van het district Seeland.
Oberwil bei Büren telt 821 inwoners.